# 桑德尔·斯科特海姆
桑德尔·斯科特海姆（挪威語：Sander Skotheim，2002年5月31日—），挪威男子田径运动员，2023年欧洲室内田径锦标赛男子七项全能银牌得主、2024年世界室内田径锦标赛男子七项全能银牌得主。